# ألين هوي
ألين هوي (بالإنجليزية: Allen Hoey)‏ (21 أكتوبر 1952 - 16 يونيو 2010)؛ صحفي، شاعر وروائي أمريكي.